# YUMIKO (音楽プロデューサー)
YUMIKO（ゆみこ、1980年4月1日 - ）は、日本の作詞家、作曲家、ボーカリスト、音楽プロデューサー、ボイストレーナー、ボーカルディレクター。ソングライターやミュージシャンを擁する音楽制作会社・フェリシティの代表取締役をつとめる。別名義は『DY-T』。夫は作曲家・ボーカリストの鈴木一史。共同名義で作詞をすることがある上間エイは妹である。国立音楽大学 音楽学部 教育学科 幼児教育専攻卒業。千葉県千葉市緑区生まれ、埼玉県加須市育ち。くらしき作陽大学音楽学部 非常勤講師。本名は鈴木（旧姓・上間）由美子。

## 概要
作詞・作曲・音楽プロデュース・ボーカルディレクション。音楽制作会社『フェリシティ』代表。
千葉県千葉市緑区生まれ。埼玉県加須市育ち。国立音楽大学卒業。幼少期よりピアノを習い、高校・大学までクラシックを学び、大学在学中より作詞・作曲を開始。
2007年（平成19年）頃からアニメ作品を中心に楽曲の提供活動を行う。アーティスト・作品に寄り添った楽曲、ライブで一体になれる楽曲を得意とする。“最初に聴いた時は「なんじゃこりゃ！？」というインパクトがありつつも何度も聴きたくなる曲”や“感情に訴えかける曲”をテーマに持ち制作に取り組んでいる。
趣味は、パスタ（作る方・食べる方)、ゲーム（RPG）、猫。

## 経歴

### 幼少期・学生時代
千葉県千葉市緑区生まれ。埼玉県加須市育ち。埼玉県立松伏高等学校音楽科を卒業。
3歳からヤマハ音楽教室に通い始める。小中学校ではピアノの伴奏係を多くつとめる。小学校はWink、中学校はaccessに夢中。
高校は音楽科にすすみ、ピアノを専攻。3年間、音楽に溢れた高校生活を送った。浅倉大介、華原朋美に影響を受ける。地元のビックエコーで3年間アルバイトして受験時のレッスン費を稼いだ。受験料が高額だったため1校のみ受験。見事合格を果たした。

### 音大時代
国立音楽大学 音楽学部 教育学科 幼児教育専攻に進学。ゼミでは童謡を専門に学び、幼児向けの楽曲を数多く制作。サークルは専攻外ブラスサークルに所属、トランペットを担当した。
影響を受けた作曲家はベートーヴェン。毎年年末には交響曲第9番をNHKに聴きにいき、1年をリセットするのを恒例行事にした。
在学時には芸術祭実行委員になり、国立音楽大学初の芸術祭室ホームページを制作する。そこで知り合った久保裕矢（現ドキドキファクトリー社長）と『かんちゃんず』というバンドを組み、芸術祭に出演。
その後、CMクリエイターの出田慎吾と出会ったことをキッカケに、歌のコンペに参加したところ採用。テレビショッピングのテーマソングや番号案内の歌をうたったのが最初の仕事だった。
大学2年生のとき出田のところにいた、原田アツシ(現ドリームモンスター社長)と知り合い、ユニット『ORANGE NAVIGATOR』というユニットを結成。そこからオリジナル楽曲を作り始め、自主制作で2枚のアルバムを出した。4年間　音楽に溢れた大学生活を送った。

### 会社員 時代
大学卒業後は即、フリーの作曲家というわけにはいかなかったので、一度OLとして働いた。モバイルメディアネット（DENSOの子会社）にて着メロの仕事につく。スカイメロディの選曲を担当しながら3,000曲以上を耳コピし着メロを制作。一方で曲を作りライブ活動を行う。
2003年（平成15年）『YUMIKO』名義で、さくらミュージックより「電脳恋歌」をリリースし、インディーズデビュー。日本デジタルコミュニケーションズからの依頼で楽曲提供を始める。その頃、浦えりかや疋田紗也らに楽曲を提供。
2007年（平成19年）フロンティアワークスのディレクターの誘いでテレビアニメ『ひぐらしのなく頃に』のキャラクター・ソングの制作に誘われ、そこから作詞・作曲家として多くのアニメ・ゲーム関連の楽曲を手掛けることとなる。『ヘタリア』や『ひぐらしのなく頃に』などのキャラクター・ソングの制作にかかわる。同年にDY-Tを結成（2012年に解散）。
2008年（平成20年）よりビーイング音楽振興会のボイストレーナーに（音楽振興会はなくなってしまったが、2022年現在もビーイングの育成アーティストのボイトレを担当する）。2010年（平成22年）モバイルメディアネットを退社。

### 個人活動 時代
2010年（平成22年）ニコニコ生放送ではじまった音で楽しむ創作番組『あそビバーチェ』のパーソナリティを担当。松武秀樹、氏家克典と一緒に番組を進行し、幼い頃からファンだったaccess・浅倉大介と共演する。その頃から、「作るのは楽しい、歌うのは楽しい、でも表にでるのが苦手」と感じはじめ、“裏方仕事”を生きがいにしはじめた。
2012年（平成24年）K-POPアーティストINFINITEの日本語歌詞を担当。2013年（平成25年）6曲の歌詞をてがけたアルバム『恋に落ちるとき』が自身初となる　オリコン1位を獲得。DJ Yuukiの紹介で、タニプロモーション社長・谷口誠治に出会いプリマベーラの楽曲を手掛けることに。以来、BOYS AND MEN、祭nine.をはじめ、タニプロモーション、フォーチュンエンターテイメントのアーティストの多くの楽曲を手掛ける（オリコン1位・ゴールドディスクも数度獲得）。
2013年（平成25年）スペルバウンド声優養成所の講師に（2016年妊娠を機に引退）。
2014年（平成26年）7月16日、アニソンクリエイター4人組ユニット『CERASUS』（メンバー：野村真生、浦田尚克、龍波しゅういち）のボーカルとしてメジャーデビュー。『カードファイト!! ヴァンガード」のエンディング曲の制作、作詞作曲・ボーカルを担当する。

### 音楽会社代表
2016年（平成28年）音楽制作会社「Felicity(フェリシティ)」を立ち上げ、代表に就任。本名は鈴木由美子。。くらしき作陽大学音楽学部の非常勤講師に就任。音楽プロデューサー・ディレクター・作詞家として　BOYS AND MEN・祭nine.・BMK他アーティストやアニメ作品の楽曲を制作する。
2021年（令和3年）音楽大学　幼児教育専攻卒業を活かし、幼児のYouTube音楽チャンネル『きょうりゅう音楽ランド ギャウディーノ(GYAW DINO)』を開設。恐竜と一緒に音楽を楽しむコンセプト。子育てをしながらでも自宅で『絶対音感トレーニング』『音感ゲーム』『季節のうた』『ほえる童謡』『きょうりゅうと覚えるあいうえお』が学べる。年齢：6789万歳で歌うことと吠えることが大好きなティラノサウルスが楽しくナビゲートする。

## 人物
- 愛猫家[10]
- パスタ好き（作る方・食べる方)。定期的にパスタ会を主催。新しいレシピを試すのが好きで祭nine.やBMK、エリア研究生などのレコーディング終わりなどでパスタを作って振る舞ったり、ツイッターなどで作ったパスタを公開したりしている。元パティシエの元ボイメン小林豊や、BMK佐藤匠・エリア中下雄貴とパスタについて話すことが多く、SNSにYUMIKOのパスタ写真をあげることも多い[11]。
- 牡蠣好き。一年一度、網で牡蠣のオーナー権を買うほど。毎年音楽仲間で集まり、育った牡蠣を剥きながら食べる。コロナ前は音楽業界の牡蠣仲間で牡蠣パをしていた。守尾崇、高井敏弘(N響)、高橋秀幸、武臣-TAKEOMI-など[10]。
- ゲーム（RPG）好き。特にファイアーエムブレムの新作が出るたびに廃人と化している[10]。
- 好きな言葉は王貞治の「努力は必ず報われる、もし報われない努力があるのならば、それはまだ努力と呼べない」[10]
- 好きな映画はティム・バートン監督の『チャーリーとチョコレート工場』[10]
- 夫は作曲家・ボーカリストの鈴木一史[12][13]。
- 共同名義で作詞をすることがある上間エイは妹である[14]。

## 音楽家エピソード
- 『関ジャム 完全燃SHOW』にアンケート出演時にOfficial髭男dismの楽曲が万人にウケる理由として「盛り上げる為に何でも足せばいいんじゃないと教えてくれる曲」と解説[15]。
- 音楽と大好きなパスタは少し似ていると話す。「パスタは幸せのカタチと一緒。お金がなくても お金をかけても その瞬間、その瞬間の自分にあった"美味しい"を追求できる」[10]。
- 『musicる TV』でヒャダインと対談。「頑張っているメンバーにパートをあげたい」と話す[15]。

## 提供作品
※ 50音順
★印はタイアップ

### DY-T名義
- 『うみねこのなく頃に』
  - 朱志香 starring 井上麻里奈「どっきゅん☆ハート」（作詞・作曲・ボーカルディレクション）
  - 真里亞 starring 堀江由衣「ハッピー・ハロウィン MARIA」（作詞・作曲・ボーカルディレクション）
  - ベアトリーチェ starring 大原さやか「チェイン」（作詞・作曲・ボーカルディレクション）
  - 右代宮譲治 starring 鈴村健一「愛の○○宣言」（作詞・ボーカルディレクション）
  - 煉獄の七姉妹（斉藤佑圭 / 米澤円 / 日笠陽子 / 吉田聖子 / 新名彩乃 / 山岡ゆり / 豊崎愛生）「七色の虹かけよう♪ 〜使役率アップ大作戦〜」（作詞・作曲・ボーカルディレクション）

- 『CRびっくりぱちんこ銭形平次withチームZ』
  - チームZ 「私の彼氏は銭形平次」（作曲）

- 『真・恋姫†無双〜乙女大乱〜』
  - 曹操（前田ゆきえ）「天龍昇華」（作詞）

- 『乃木坂春香の秘密 ぴゅあれっつぁ♪』
  - 能登麻美子×後藤麻衣×清水香里×植田佳奈×佐藤利奈「ミラクルTRIAL!」（作曲）

- 『バスカッシュ!』
  - エクリップス「虹のBRACE」（作曲）

- 『Happy Go Lucky! ドキドキ!プリキュア/この空の向こう』
  - 黒沢ともよ「Happy Go Lucky! ドキドキ!プリキュア」（コーラスアレンジ・コーラス）

- 『ひぐらしのなく頃に解』
  - 古手梨花（田村ゆかり）「S・A・G・A〜輪廻の果てに〜」（作詞・作曲・ボーカルディレクション）
  - 富竹ジロウ（大川透）「愛のイナズマ閃光」（作詞・コーラス・ボーカルディレクション）
  - 前原圭一（保志総一朗）「クールになれ〜Keep On Our Love〜」（作詞・ボーカルディレクション）
  - 入江京介（関俊彦）「HEAVEN's Door」（作詞・作曲・ボーカルディレクション）
  - 赤坂衛（小野大輔）「BUCHIKAMACE 徹甲弾！」（作詞・ボーカルディレクション）
  - 前原圭一（保志総一朗）/ 竜宮レナ（中原麻衣）/ 園崎魅音・詩音（雪野五月）/ 北条沙都子（かないみか）/ 古手梨花（田村ゆかり）/ 羽入（堀江由衣）/ 北条悟史（小林ゆう）「With“You”－絆－」（作詞・ボーカルディレクション）

- 『ひぐらしのなく頃に煌』
  - レナ（中原麻衣）「前代未聞☆ミラクルチェンジ」（作詞）
  - 梨花（田村ゆかり）&沙都子（かないみか）「天真爛漫☆ミラクルチェンジ」（作詞）
  - 魅音&詩音（雪野五月）「以心伝心☆ミラクルチェンジ」（作詞）
  - 羽入（堀江由衣）「勇気凛々☆ミラクルチェンジ」（作詞）

- 『ヘタリア』
  - イタリア=ロマーノ（浪川大輔）「おいしい☆トマトのうた〜ロマーノ〜」（作詞・作曲・ボーカルディレクション）
  - ドイツ（安元洋貴）「ゲルマン賛歌〜俺はドイツ製〜」（作詞・コーラス・ボーカルディレクション）
  - 日本（高橋広樹）「日の出ずる国 ジパング」（作詞・作曲・編曲・ボーカルディレクション）
  - アメリカ（小西克幸） 「HAMBURGER STREET」（作詞・作曲・編曲・ボーカルディレクション）
  - 中国（甲斐田ゆき）「あいやぁ四千年。」（作詞・作曲・編曲・ボーカルディレクション）
  - アイスランド（浅倉歩）/パフィン（小野坂昌也）「アイスランドより愛をこめて」（作詞・作曲・ボーカルディレクション）
  - スペイン（井上剛）「La pasion no se detiene〜トマらない情熱〜」（作詞・作曲・編曲・ボーカルディレクション）
  - 「はたふってパレード」（共作詞・ボーカルディレクション）
    - ロシア（高戸靖広）
    - 中国（甲斐田ゆき）
    - ギリシャ（髙坂篤志）
    - トルコ（藤本たかひろ）
    - フィンランド（水島大宙）
    - スウェーデン（酒井敬幸）
    - ちびロマーノ（金田アキ）
    - スペイン（井上剛）
    - ハンガリー（根谷美智子）
    - プロイセン（髙坂篤志）
    - オランダ&ベルギー（峯暢也&中村繪里子）

  - ローマ爺ちゃん&ちびたりあ（郷田ほづみ&金田アキ）「ルン・ルン・ルネッサンス♪」（作詞・作曲・ボーカルディレクション）
  - ウクライナ&ベラルーシ（増田ゆき&高乃麗）「アメとムチ」（作曲・ボーカルディレクション）
  - 北欧ファイブ「いつもそばに…北欧ファイブ!」（作詞・作曲・ボーカルディレクション）
    - フィンランド（水島大宙）
    - スウェーデン（酒井敬幸）
    - デンマーク（下崎紘史）
    - ノルウェー（岩崎征実）
    - アイスランド（浅倉歩）

  - ロシア（高戸靖広）「平和っていいな...」（作詞・作曲・ボーカルディレクション）
  - 香港（高城元気）「マジ感動☆香港Night」（作詞・作曲・ボーカルディレクション）
  - 台湾（甲斐田ゆき）「ぽいぽいぽい♪」（作詞・作曲・ボーカルディレクション）
  - セーシェル（高本めぐみ）「こちらセーシェル★バカンス島」（作詞・作曲・ボーカルディレクション）
  - カナダ（小西克幸） with クマ二郎（岩村愛子） 「カナダまるごと紹介記」（作詞・ボーカルディレクション）
  - ローマ爺ちゃん（郷田ほづみ）「Roma Antiqua」（作詞・ボーカルディレクション）
  - イタリア＝ロマーノ（浪川大輔）「まぁなんとかなるぞ」（作詞・作曲・ボーカルディレクション）
  - ドイツ（安元洋貴）「Ich liebe…」（作詞・作曲・ボーカルディレクション）
  - イギリス（杉山紀彰）「My Friend」（作詞・作曲・ボーカルディレクション）
  - フランス（小野坂昌也）「あぁ 世界的 a la mode‐アラモード‐」（作詞・ボーカルディレクション）
  - アメリカ（小西克幸）「I'm your HERO☆」（作詞・ボーカルディレクション）
  - ロシア（高戸靖広）「ともだちっていいな...?」（作詞・作曲・ボーカルディレクション）
  - 中国（甲斐田ゆき）「美食の心 初級編」（作詞・作曲・ボーカルディレクション）
  - 枢軸 イタリア（浪川大輔）/ ドイツ（安元洋貴）/ 日本（高橋広樹）「ぷかぷか☆ばけーしょん」（作詞・作曲・ボーカルディレクション）
  - 「まわる地球ロンド」（共作詞・ボーカルディレクション）
    - イタリア（浪川大輔）
    - ロマーノ（浪川大輔）
    - 日本（高橋広樹）
    - アメリカ（小西克幸）
    - ロシア（高戸靖広）
    - ドイツ（安元洋貴）
    - イギリス（杉山紀彰）
    - フランス（小野坂昌也）
    - 中国（甲斐田ゆき）

  - イタリア（浪川　大輔）「Che　Bello!～俺ん家は最高だよ☆～」（作詞・作曲・ボーカルディレクション）
  - フランス（小野坂　昌也）「ボンボンボン　セボンセボン」（作詞・作曲・ボーカルディレクション）
  - フィンランド（水島大宙）「モイモイサウナ♪」（作詞・作曲・ボーカルディレクション）
  - スウェーデン（酒井敬幸）「ん。」（作詞・ボーカルディレクション）
  - ノルウェー（岩崎征実）「うちは…しずか。～トロールといっしょ～」（作詞・ボーカルディレクション）
  - 中国（甲斐田ゆき）「こまけーことは不在意☆」（作詞・ボーカルディレクション）
  - 日本（高橋広樹）「ジャパニーズ☆ジェット」（作詞・ボーカルディレクション）
  - 中国（甲斐田　ゆき）「チャイニーズ☆ジェット」（作詞・ボーカルディレクション）
  - イタリア（浪川大輔）「ヘタリアン☆ジェット」（作詞・ボーカルディレクション）
  - アメリカ(小西克幸）「アメリカン☆ジェット」（作詞・ボーカルディレクション）
  - ドイツ（安元洋貴）「ジャーマン☆ジェット」（作詞・ボーカルディレクション）
  - フランス（小野坂昌也）「フレンチ☆ジェット」（作詞・ボーカルディレクション）
  - イギリス（杉山紀彰）「ブリティッシュ☆ジェット」（作詞・ボーカルディレクション）
  - プロイセン（髙坂篤志）「プロシアン☆ジェット」（作詞・ボーカルディレクション）
  - シーランド（折笠愛）「ミクロネーションズ☆ジェット」（作詞・ボーカルディレクション）
  - ロシア（高戸靖広）「ロシアン☆ジェット」（作詞・ボーカルディレクション）
  - ロマーノ（浪川大輔）「ロマーノ☆ジェット」（作詞・ボーカルディレクション）
  - 中国（甲斐田ゆき）「パンダのすすめ」（作詞・ボーカルディレクション）
  - ロシア（高戸靖広）「冬もプリヤートナ」（作詞・作曲・ボーカルディレクション）

- 『Miracle Go!プリンセスプリキュア/ドリーミング☆プリンセスプリキュア』
  - 礒部花凜「Miracle Go!プリンセスプリキュア」（コーラス）

### YUMIKO名義
※ 50音順
※ from DY-T、藤末樹との共作品含める

#### アニメ・ゲーム関連作品への提供
- 『アルカナ・ファミリア』
  - ダンテ（小杉十郎太）「Il tuo modo〜君の道を〜」（作詞）

- 『神のみぞ知るセカイ』
  - 高原歩美 starring 竹達彩奈「Wonder Chance」（作詞・作曲）

- 『GON -ゴン-』
  - 熊田胡々「みんなでかこう!ゴンえかきうた」（作詞）

- 『探偵オペラ ミルキィホームズ』
  - 明智小衣（南條愛乃）「ココロノエデン」（作曲）
  - ミルキィホームズ シスターズ 「We are the Miracle Holmes♪」（作詞・作曲）

- 『ちゅーぶら!!』
  - 白石遥（矢作紗友里）「羽をひろげて」（作曲・編曲）

- 『殿といっしょ 〜眼帯の野望〜』
  - 伊達政宗（鈴木達央）「戦国武将かぞえ唄」（作詞・作曲・編曲）
    - 「目指せ!スーパーガンター」（作詞）

- 『バスカッシュ!』
  - エクリップス「二人の約束」（作曲）
    - 「虹のBRACE」（作詞）

  - Citron starring 中島愛「COSMOS」（作曲）
  - Rouge starring 戸松遥「二人の約束」（作曲）

- 『初音ミク -Project DIVA-』
  - 「恋の祈り 〜extend your wave〜」（作詞）

#### 個人・グループへの提供
※ 50音順

##### あ行
- あいち乙女組 - 注記のないものは音楽プロデュース・ディレクション・作詞・ボーカルディレクション
  - 「乙女ロマンス」（ディレクション）
  - 「折れない翼」（ディレクション）

- 相原真奈美
  - 「SHINE」（作詞・作曲）
  - 「Let's Go～幸せの魔法」（作詞・作曲）

- atME - 注記のないものは音楽プロデュース・ディレクション・作詞・ボーカルディレクション
  - 「サクラダファミリア」（作詞）
  - 「ボクラのメロディ」（作詞）
  - 「DASH!!!」（作詞）
  - 「ESCAPE　OUT」（作詞）
  - 「GLORIA」（作詞）
  - 「WITH ME!」（作詞）

- 入野自由
  - 「Fine day」（作詞）

- INFINITE - すべて日本語詞
  - 「Timeless_WOOHYUN Solo」
  - 「Be Mine -Japanese Version-」
  - 「Crying_INFINITE H feat. Becky♪#」
  - 「Because_SUNGKYU Solo」
  - 「She's Back -Japanese Ver.-」
  - 「Julia -Japanese Version-」
  - 「Paradise」

- AKB48チームZ
  - 「私の彼氏は銭形平次」（作曲）

- おとめボタン - 作詞
  - 「fever★フィーバー」
  - 「おっと！め組の火の用心」
  - 「ジャパパン音頭～運気あげタイおとめ節～」
  - 「ハニー＆ヴィーナス」
  - 「深紅」（ディレクション）
  - 「恋のシャバダバ」（ディレクション）
  - 「オキラクゴクラクガール」（ディレクション）
  - 「東海道中どうしよう?!」（ディレクション）
  - 「じゃじゃウマおてんBURN!!」（ディレクション）
  - 「華ちとせ」（ディレクション）
  - 「YO-YO-YO!!」（ディレクション）
  - 「サンキュ～ベリベリマッチ！」（ディレクション）
  - 「ワンモア勇気」（ディレクション）

- 小野小町 - 注記のないものは音楽プロデュース・ディレクション・作詞・ボーカルディレクション
  - 「アイヤイLOVE 〜恋の花〜」（ディレクション）
  - 「いまひとたび」（ディレクション）

##### か行
- 木下鈴奈
  - 「明日へＪＵＭＰ！」（作詞・作曲）
  - 「SWEET　TRICK」（作詞・作曲）

- ギルドロップス
  - 「あいまいシナモン」（作詞・作曲）

- CERASUS
  - 「Get back yourself」（作詞・作曲・歌・コーラス）　★アニメ『カードファイト!! ヴァンガード レギオンメイト編』エンディングテーマ
  - 「Music in our Joy」（作詞・作曲・歌・コーラス）

- コスメティックロボット
  - 「メタリックドール」（作詞・作曲）
  - 「LOVEコネクション」（作詞・作曲）
  - 「デジタル・LOVE」（作曲）

- 小桃音まい
  - 「Dreamscape☆」（作詞・作曲）
  - 「Masterpiece」（作詞・作曲）
  - 「さくら、咲くころに。」（作詞・作曲）
  - 「Yeah yeah yeah! 」（作詞・作曲）
  - 「HAPPINESS」（作詞）
  - 「キラリ」（作詞・作曲）
  - 「Magic Kiss」（作詞）
  - 「Oh,my Sunny Day!」（作詞・作曲）
  - 「パレード・イリュージョン」（作詞・作曲）
  - 「涙色サイレント」（作詞・作曲）

- 小林豊 - 注記のないものは音楽プロデュース・ディレクション・作詞・ボーカルディレクション
  - 「僕の世界が変わっていく」（作詞）
  - 「seven colors☆love」（作詞）
  - 「インフィニティ∞スケール」（作詞）　★ドラマ「なぜ東堂院聖也16歳は彼女が出来ないのか?」エンディングテーマ
  - 「Jumpin' to a wild soul」（作詞）

##### た行
- 高橋秀幸 With BOYS AND MEN研究生
  - 「ジャナイジャ」

- 茅原実里
  - 「KEY FOR LIFE」（作曲）

- DokiDoki☆ドリームキャンパス
  - 「yes,Do it!」（作詞・作曲）

##### な行
- NONNY
  - 「AMAZING WORLD」（作曲）

##### は行
- 浜尾京介 - 注記のないものは音楽プロデュース・ディレクション・作詞・ボーカルディレクション
  - 「君を見つけたい」（作曲）
  - 「ロク×ROKU☆」（作詞・作曲）
  - 「桜のころ」（作詞・作曲）

- F.CUZ
  - 「もう一度だけ」（日本語詞）
  - 「ここから永遠に」(日本語詞)
  - 「LOVE DON'T FADE」(日本語詞)）
  - 「Don't touch（Japanese ver.）」(日本語詞)
  - 「FROZEN」(日本語詞)
  - 「TWO OF US」(日本語詞)

- BMK - 注記のないものは音楽プロデュース・ディレクション・作詞・ボーカルディレクション
  - 「Beat Monster」
  - 「HOME TOWN」
  - 「ワイルドジャーニー」　★「BMKのでらヤバいい～旅！」主題歌
  - 「モンスターフライト」
  - 「ヒカリフル」
  - 「BIG RAGE」
  - 「RED ZONE」（ディレクション）
  - 「午後10時のon the road」（ディレクション）
  - 「不肖この俺、イバランナー」（ディレクション）

- B2takes!! - 注記のないものは音楽プロデュース・ディレクション・作詞・ボーカルディレクション
  - 「ギリギリ☆ファイティングマン」
  - 「Shananaここにおいで」
  - 「ONE BY ONE」
  - 「ブラン・ニュー・アニバーサリー 」
  - 「OH!!!!!!!!!MY B2takes!」
  - 「MAZES」
  - 「ゾッキュン!!」
  - 「HEY!! Never Say Never」
  - 「GROWING」
  - 「絆ノンフィクション」（ディレクション）
  - 「オオゾラテイクオフ！」（ディレクション）

- 疋田紗也
  - 「DO You Love ME?」（作詞・作曲）
  - 「I will Love You」（作詞・作曲）
  - 「PINK CHERRY」（作詞・作曲）
  - 「SWEET HEART」（作詞・作曲）

- 藤井みお
  - 「ELECTRIC LOLITA」(作詞)

- プリマベーラ
  - 「あきらめないで〜ALL YOUR DREAM〜」（作詞・作曲）
  - 「my precious」（作詞・作曲）

- BELLY BUTTON - 注記のないものは音楽プロデュース・ディレクション・作詞・ボーカルディレクション
  - 「ときめきボタン」（ディレクション）
  - 「勝利の果実」（ディレクション）
  - 「打ちあがってベイベー」（ディレクション）
  - 「Power Of Dream」（ディレクション）

- BOYS AND MEN - 注記のないものは音楽プロデュース・ディレクション・作詞・ボーカルディレクション
  - 「バリバリ☆ヤンキーロード」
  - 「Endless Sky」（作詞・作曲）
  - 「Chance for Change」（作詞・作曲）
  - 「変わらないStory」
  - 「READY×READY!」
  - 「アイだから!」（作詞・作曲）
  - 「幸せの種」
  - 「My Only Christmas Wish」
  - 「RETURNER」
  - 「ひとひらのねがひ」
  - 「チョコレートプリンス」
  - 「なごやめしのうた」
  - 「シャウッティーナ」
  - 「Lovely Monster」
  - 「〜ボイメンおにいさんとおどろう〜ヤンキー体操」
  - 「常夏オーライ!!!」
  - 「ヤンファイ☆ロックンロール」
  - 「サマータイム☆キッス」
  - 「グッジョブ! ムチューマン」
  - 「未完成パズル。」　★ドラマ「なぜ東堂院聖也16歳は彼女が出来ないのか?」オープニングテーマ
  - 「ARC of Smile!」　★アニメ「遊☆戯☆王ARC-V」EDテーマ
  - 「スタースター」
  - 「零」　★映画『サムライ・ロック』主題歌
  - 「Fanfare」　★映画『サムライ・ロック』挿入歌
  - 「stand hard! 〜オレらの憧れ竜戦士〜」（補作詞）　★東海テレビ『DRAGONS LIVE 2015』／『ドラHOT+』テーマソング
  - 「NAGOYA BLUES」
  - 「Dream Soldier」
  - 「お願いよ!Oh Summer!」
  - 「BOYMEN NINJA」（福井元気との共作詞）　★『忍者ボイメンくん 〜昇龍道で修行でござるよ〜』エンディング・テーマ
  - 「ニッシンゲッポー」
  - 「DESEO」
  - 「Wanna be!」　★TVドラマ「白鳥麗子でございます！」主題歌
  - 「ツクヨミ」　★TVドラマ「白鳥麗子でございます！」EDテーマ
  - 「サワディ音頭」
  - 「サンバdeバケーション」
  - 「One For All, All For One 〜夢は叶えるもの〜」（補作詞）　★映画「BOYS AND MEN ～One For All,All For One～」劇中歌
  - 「まえのめりMinority」
  - 「シアワセアンテナ」（補作詞）
  - 「ULTIMATE」
  - 「ヤングマン〜B.M.C.A.〜」（新日本語詞）
  - 「NAGOOOOOYA」（新歌詞）
  - 「アイコトバ」
  - 「サムライチョップ」
  - 「つっぱりパッショネイト」
  - 「粋やがれ」
  - 「Do-Dah-Dah」
  - 「イノセントガッツ」
  - 「どんとこいやー！」
  - 「With…」　★映画「白鳥麗子！THE MOVIE」挿入歌
  - 「Forever and Always」　★映画「白鳥麗子！THE MOVIE」主題歌
  - 「ドラMAX!!! ～オレらの憧れ竜戦士～」　★東海テレビ『DRAGONS LIVE 2017』テーマソング
  - 「花道ゴージャス」
  - 「CRAVIN' CRAVIN'」
  - 「こうつうあんぜんのうた」
  - 「We never give up -もう一度-」
  - 「Winter＊JOY」
  - 「NO LIMIT　-Instrumental-」
  - 「夢のカタチ」
  - 「Voyager」
  - 「Stand Up」
  - 「Candor」
  - 「Fight&Fire」
  - 「UFO」（ディレクション）
  - 「ロマンス　（OSAMU）」（ディレクション）
  - 「グランスピアーのテーマ」（ディレクション）
  - 「CAUTION!!」（ディレクション）　★映画『サムライ・ロック』挿入歌
  - アルバム『ヤンキー★ロード』全曲（上間エイとの共作詞含む）
  - アルバム『YANKEE ROAD the BEST』全曲
  - アルバム『Cheer up!』全曲（上間エイとの共作詞含む）

- BOYS AND MEN研究生 - 注記のないものは音楽プロデュース・ディレクション・作詞・ボーカルディレクション
  - 「Boys Be Brave 〜1万回の勇気〜」
  - 「ボクたちのONE」（補作詞）
  - 「やさい戦士 ベジメンくん」（上間エイとの共作詞）
  - 「Power Of Dream」
  - 「ウィシュハピ〜I wish you happiness.〜」
  - 「バッシャーン!!!」（上間エイとの共作詞）
  - 「えーーーーーてっ☆」
  - 「39S」
  - 「ドドンコ Don't worry」（上間エイとの共作詞）
  - 「ALIVE!」
  - 「RUN&GUuuuuN!」
  - 「Straight Drive」
  - 「ロックスター番長」
  - 「ゴリゴリ☆サバンナロード」
  - 「GYA WOW☆」
  - 「がけっぷち純情」
  - 「Promise」
  - 「ラブエンX」
  - 「ハジマリのMessage」
  - 「BLAZING!!!!!」（内田直孝との共作詞）
  - 「アドバンテージ!」
  - 「ダイヤモンドファイター」（ディレクション）
  - 「そいじゃッ レベルUP⤴」（ディレクション）
  - 「My First・・・」（ディレクション）
  - 「SING-ALONG」（ディレクション）
  - 「Bye Bye 最後のヒロイン」（ディレクション）
  - 「夢見てプリモ・バレリーノ」　ミュージカル　★「ホワイトタイツ」挿入歌
  - 「HEY HEY HEY…」　ミュージカル　★「ホワイトタイツ」挿入歌

- ボイメンエリア研究生 - 注記のないものは音楽プロデュース・ディレクション・作詞・ボーカルディレクション
  - 「無敵のOne Way Road」（作詞）
  - 「P☆KANスタート！」
  - 「ワンダフルスライダー」
  - 「ガリバ→BEAT！」
  - 「恋、ハレルヤ」
  - 「LOVE BUTTERFLY」
  - 「カラフルダイヤモンド」
  - 「Endless Sky」
  - 「Voyager」
  - 「高気圧オンパレード」
  - 「Power Of Dream 」
  - 「SHALL WE KISS？」

##### ま行
- 祭nine. - 注記のないものは音楽プロデュース・ディレクション・作詞・ボーカルディレクション
  - 「嗚呼、夢神輿」　★アニメ「デュエル・マスターズ」エンディングテーマ
  - 「オマエもかっ!?」（上間エイとの共作詞）　★ドラマ「サチのお寺ごはん」主題歌
  - 「BE☆THE WIND」　★アニメ「デュエル・マスターズ」エンディングテーマ　
  - 「HARE晴れカーニバル」　★「バズリズム02」オープニングテーマ
  - 「I'm On Fire!」
  - 「祭戦士ワッショイダー」（森めぐとの共作詞）　★ドラマ「ボイメン新世紀 祭戦士ワッショイダー」主題歌
  - 「がってんShake!」　★「スッキリ」/「バズリズム02」テーマ曲
  - 「ラビリンス9」　★ドラマ『FUN HOUSE』主題歌
  - 「勇者なら」（福井元気との共作詞）　★映画『猫企画』主題歌
  - 「有超天シューター」　★アニメ「デュエル・マスターズ！」オープニングテーマ
  - 「みらい結び」
  - 「ゴールデンジパングソウル」　★「musicるTV」音楽作家発掘企画【トップライナーをさがせ！】番組企画曲
  - 「てっぺんニューデイズ」　★アニメ「デュエル・マスターズ キング！」オープニングテーマ
  - 「ビビビTANGO」
  - 「ROOTS」　★アニメ「デュエル・マスターズ キング！」エンディングテーマ
  - 「Wobbly Man!!」
  - 「トゥギャザー！」
  - 「やったれ我が人生」　★ドラマ「最高のオバハン 中島ハルコ」主題歌
  - 「バンビーノバンビーナ」
  - 「The FLAG」
  - 「轟け、獅子太鼓」
  - 「ことだまPARADE」
  - 「恋してアビラゼ！」
  - 「祭花 -MATSURIBANA-」　★どまつり総踊り
  - 「SHOW BY コンジョー」
  - 「シャニムニ・フロンティア」
  - 「ダッチョ★OSHIRASU」
  - 「いいKAGENにして」
  - 「豪快エレヴェイション」　★ドラマ「焼肉プロレス」主題歌
  - 「HADAKAN BOYS」
  - 「WIN! WIN! WINTER」（ディレクション）　★「musicるTV」オープニングテーマ
  - 「HEYHEYBONBON」（ディレクション）
  - 「ララBYE!!」（ディレクション）
  - 「愛モーレ逢モーレ」（ディレクション）
  - 「NAGOYA'N'イングリッシュ」（ディレクション）
  - 「さわらぬ夢に後悔あり」（ディレクション）
  - 「ROCK STEADY」（ディレクション）
  - 「太陽ZAN-MAI」（ディレクション）

- 三浦涼介
  - 「The way we lost」（作詞）

- 宮下舞花
  - 「絆」（作詞・作曲）

- 村野彰子
  - 「「14th」Love For You」(作詞)

- 桃色革命
  - 「きゃらめるめりー☆」（作詞）
  - 「満開Revolution」（作詞）
  - 「WAKE UP無敵サバイバ→」（作詞）
  - 「WHITE LOOP」（作詞）

##### や行
- 結月里奈
  - 「大好きな夏も終わって」（作曲）
  - 「ONLY YOU」（作詞・作曲）

- 夢みるアドレセンス
  - 「ハナモモ」（作曲・児玉雨子との共作詞）
  - 「17:30のアニメ」（ディレクション・ボーカルディレクション）
  - 「YOU&ME」（ディレクション・ボーカルディレクション）

##### ら行
- Recitativo（野水伊織・浅倉結）
  - 「シークエンス」(作曲)
  - 「rainy lane」(作曲)

##### わ行
- 渡部優衣
  - 「redream」（作曲）

##### その他
- はぁもにぃ保育園
  - 園歌「かなでよう　はぁもにぃ」(作詞・作曲・歌・コーラス)

## テレビ出演
- 『関ジャム 完全燃SHOW』（テレビ朝日） - 解説者[15]
- 『musicる TV』（テレビ朝日） - 「トップライナーをさがせ！」企画の選考員[15]